# Střeň
Střeň (deutsch Schrein) ist eine Gemeinde in Tschechien. Sie liegt fünf Kilometer östlich von Litovel und gehört zum Okres Olomouc.

## Geographie
Střeň befindet sich zwischen der March und dem Bach Benkovský potok in der Obermährischen Senke (Hornomoravský úval). Das Dorf liegt auf einer großen Lichtung inmitten des Auwaldgebietes Litovelské Pomoraví. Am nördlichen Ortsrand verläuft die Bahnstrecke Olomouc – Praha.
Nachbarorte sind Pňovice und Strukov im Norden, Boudy, Žerotín, Hnojice und Stádlo im Nordosten, Krnov und Novoveská Čtvrť im Osten, Štěpánov im Südosten, Hynkov und Lhota nad Moravou im Süden, Březové im Südwesten, Šargoun, Chořelice, Olomoucké Předměstí und Litovel im Westen sowie Tři Dvory, Renoty und Dětřichov im Nordwesten.

## Geschichte
Der Fund eines Bronzebeiles der Grabhügelkultur aus der Zeit um 600 v. Chr. belegt eine frühzeitliche Anwesenheit von Menschen auf dem Gemeindegebiet. Die ausgedehnten Auwälder an der March waren im frühen Mittelalter unbesiedeltes landesherrliches Gebiet und dienten den Herzögen von Olmütz als Jagdrevier.
Die erste schriftliche Erwähnung von usque Wstrene erfolgte 1249 in einer Urkunde König Wenzels I. Weitere Namensformen waren Stren (1318), Wstrzenye (1390), Stržeň, Strzen, Strežen (ab 1464), Schrein (ab 1601), Strzenie (1676), Strženitz (ab 1718), Schrainium (1771) sowie Strženie, Střeně (ab 1798). Die Matriken werden seit 1626 in Náklo geführt. 1845 wurde die Eisenbahn von Olmütz nach Prag in Betrieb genommen.
Nach der Aufhebung der Patrimonialherrschaften bildete Střeně/Schrein mit dem Ortsteil Lhota nad Moravou/Ölhütten ab 1850 eine Gemeinde in der Bezirkshauptmannschaft Littau. 1881 wurde die Schule eingeweiht. Der heutige Ortsname Střeň wird seit 1885 verwendet. Lhota nad Moravou löste sich 1919 los und bildete eine eigene Gemeinde.
Nach der Aufhebung des Okres Litovel wurde Střeň 1960 dem Okres Olomouc zugeordnet und nach Náklo eingemeindet. Seit 1993 bildet Střeň wieder eine eigene Gemeinde.
Beim Hochwasser vom 8. Juli 1997 wurde Střeň von der March und dem Benkovský potok überflutet. Durch das Wasser, das stellenweise anderthalb Meter hoch stand, wurden 31 Häuser so schwer geschädigt, dass sie abgerissen werden mussten. Weitere 130 Häuser waren langzeitlich unbewohnbar und 88 Einwohner obdachlos geworden.

## Gemeindegliederung
Für die Gemeinde Střeň sind keine Ortsteile ausgewiesen.

## Sehenswürdigkeiten
- Kapelle des hl. Wenzel mit Glockenturm, erbaut 1718
- Holzkreuz mit Christusfigur, errichtet 1867 als Dank für die Verschonung von der Cholera während des Deutschen Krieges
- Denkmal für die Gefallenen des Ersten Weltkrieges, geschaffen 1919
- Denkmal für die Gefallenen des Zweiten Weltkrieges